# سياسة إيران
سياسة إيران تجري في إطار من الثيوقراطية (الحكومة الدينية) في تنسيق السياسة التوفيقية التي يسترشد إيديولوجية إسلامية. الدستور الإيراني الجديد الذي تم الموافقة عليه في كانون الأول 1979، وتعديلاته عام 1989، تحدد النظام السياسي والاقتصادي والاجتماعي لجمهورية إيران الإسلامية، معلناً أن الإسلام هو الدين الرسمي والشيعة الإثنا عشرية هو المذهب الرسمي للبلاد.
يتمّ انتخاب رئيس الجمهورية وأعضاء برلمان (مجلس الشورى الإسلامي)، وأعضاء «مجلس خبراء القيادة» (الذي ينتخب المرشد الأعلى لإيران)، والمجالس المحلية بالاقتراع العمومي المباشر. وفقاً للدستور جميع المرشحين لهذه المناصب إلا مرشحي المجالس المحلية يجب فحصها من قبل مجلس صيانة الدستور.
وبالإضافة إلى ذلك، هناك ممثلين منتخبين من المنظمات المحددة (عادةً تحت إشراف المرشد الأعلى) لصيانة الخصيصة الإسلامية للنظام.

## الظروف السياسية
إن ما يطرح في هذا المجال يتعلق بالظروف السياسة للبلاد بعد انتصار الثورة الإسلامية في إيران عندما سقطت الدولة البهلوية الملکية. في حين شاه إيران محمد رضا بهلوي کان قد قام بمغادرة البلاد قبل أقلّ من شهر، إثر اضطرابات شعبية هائلة ومظاهرات عارمة في العاصمة طهران ضد الاضطهاد والظلم وفساد هائل في العائلة البهلوية ودولتها وسياسات ضد دينية انزعج منها أغلبية أناس متدينين... إلخ. حاول الشاه اللجوء إلی بلدان مختلفة منها البلدان الأروبية ومصر والمغرب والولايات المتحدة والمكسيك وبنما وغيرها ولکن لم يستطع البقاء في أي بلد لأسباب مختلفة وأخيرا أرسل السادات طائرة خاصة للعودة به إلى مصر. في 19 أكتوبر 1979م وافقت الإدارة الأميريكية للشاه بدخول الولايات المتحدة بعد التأكد من أنه وضعه الصحي حرج للغاية وانه يحتاج للرعاية الطبية الملائمة. وكانت الإدارة الأمريكية متخوفة من ردة فعل عكسية على استضافتها للشاه وهو ما حدث بالفعل. في 4 نوفمبر 1979م قام طلاب من الثوار الإيرانيين بمهاجمة السفارة الأمريكية في طهران واحتجزوا 52 أميركياً من سكان السفارة كرهائن مطالبين الولايات المتحدة بتسليم الشاه لمحاكمته والذي آوى إليها للعلاج أواخر شهر أكتوبر 1979م. من الأحداث الهامة الأخری التي وقعت بعد الثورة الإسلامية کان نشوب الحرب بين إيران والعراق والتي استمرت ثماني سنوات قتل فيها مئات آلاف من الجنود والعسکريين وكلفت البلاد مليارات الدولارات. ترك آية الله الخميني وأنصاره في السلطة.
وشملت تحديات ما بعد الثورة في إيران فرض العقوبات الاقتصادية وتعليق العلاقات الدبلوماسية مع إيران من قبل الولايات المتحدة بسبب أزمة رهائن وغيرها من أعمال الإرهاب التي اتهمت حكومة الولايات المتحدة والبعض الآخر إيران عليها. " ولهذا السبب ولأسباب أخرى لم تزدهر الاقتصاد الإيراني وارتفع الفقر بالأرقام المطلقة من قبل ما يقرب من 45 ٪ خلال السنوات ال 6 الأولى من الثورة الإسلامية ونصيب الفرد من الدخل لم يصل بعد إلى مستويات ما قبل الثورة.
وكان حزب الجمهورية الإسلامية الحزب السياسي الحاكم في إيران ومنذ عدة سنوات الحزب السياسي الوحيد لها حتی أنها انحلت في عام 1987. بعد الحرب، تم تشکيل الأحزاب الإصلاحية/التقدمية الجديدة. إلی أنه وفي عام 1994 تم تشکيل حزب منفذي البناء للترشح فژ الانتخابات البرلمانية الخامسة في الأساس بعيدا عن الهيئة التنفيذية للحكومة مقربة من رئيس آنذاك أكبر هاشمي رفسنجاني. بعد انتخاب محمد خاتمي في عام 1997، بدأ أكثر من الأحزاب بالعمل، ومعظمهم من التيار الإصلاحي وعارضت من قبل المتشددين. أدى ذلك إلى التأسيس والنشاط الرسمي لمجموعات كثيرة أخرى، بما في ذلك المتشددون.
أثناء الحرب العراقية الإيرانية، کان آية الله سيد علي خامنئي القائد الحالي للثورة الإسلامية رئيس الجمهورية للبلاد وأدار الحکومة في الظروف الصعبة آنذاك وتقلّد المنصب مرتين لمدة ثماني سنوات.
بعد انتهاء الحرب وفترة رئاسة الخامنئي، في عام 1988، فاز أكبر هاشمي رفسنجاني مرتين في انتخابات الرئاسة الجمهورية لمدة 8 سنوات وبعده فاز المرشح الإصلاحي محمد خاتمي وتقلّد المنصب لمدة ثماني سنوات کذلك. وفي عام 2005 المرشح المحافظ محمود أحمدي نجاد فاز مرتين في الانتخابات لمدة 8 سنوات والذي يعتبر من التيار اليميني في إيران وأخيرا وفي عام 2013 فاز حسن روحاني في الانتخابات وأصبح رئيسا للجمهورية للبلاد وهو یعتبر من التيار اليميني التقليدي في إيران.
وتعارض الحكومة الإيرانية من قبل العديد من المجموعات الإرهابية المسلحة بما في ذلك حركة مجاهدي خلق، منظمة فدائيي خلق الإيرانية المسلحة وجند الله وعدد من الأحزاب المسلحة الأخری التي قامت منذ بداية الثورة بين حين وآخر بإجراء العمليات الإرهابية ومجازر ضد الشعب الإيراني ومسئولي النظام والعلماء والسياسيين ورجال الدين الإيرانيين وکانت حصيلة کل هذه العمليات حتی الآن 17,000 قتيل اغتيلوا بسسب الإرهاب.

## المرشد الأعلى

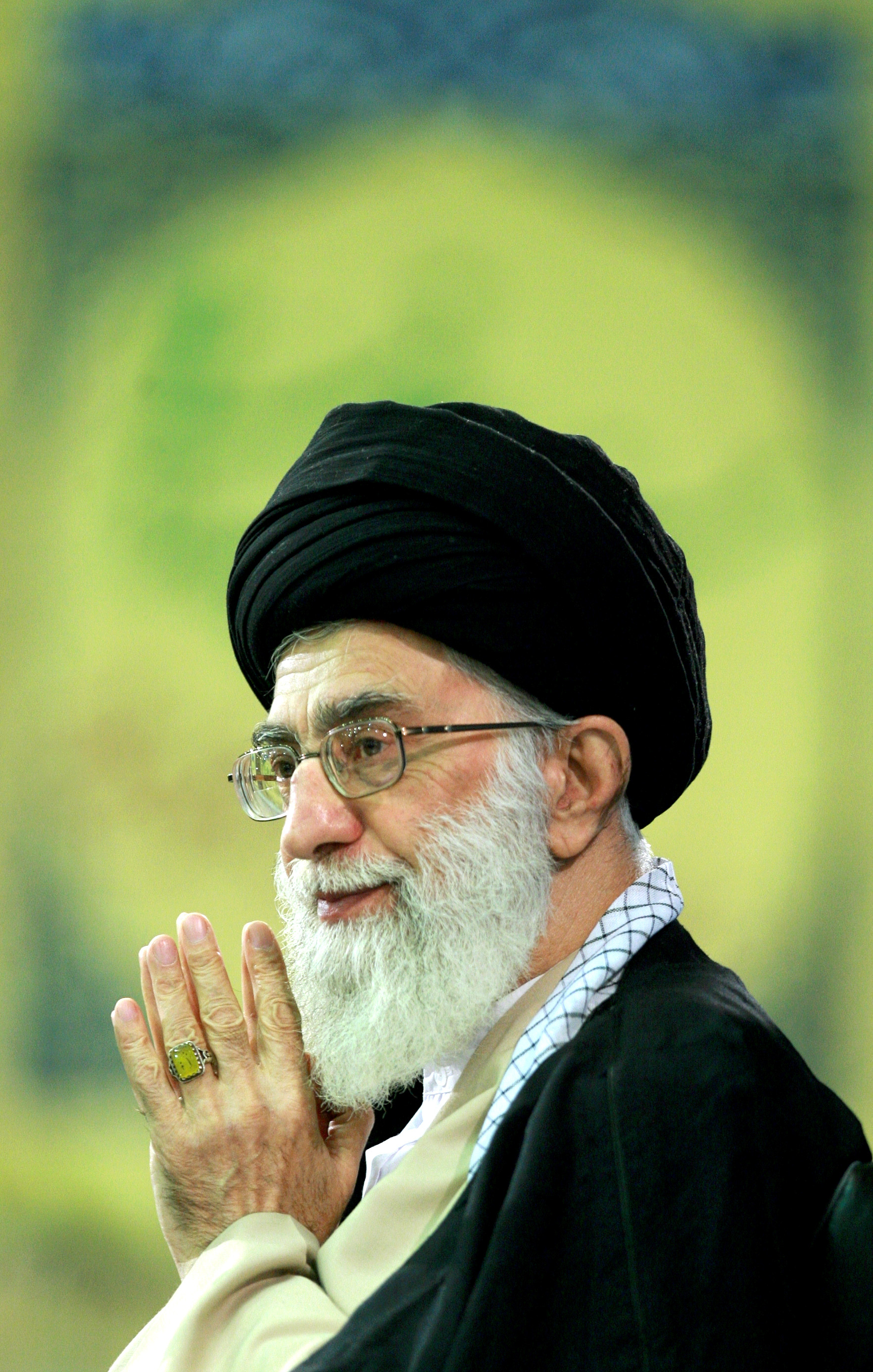
آية الله سید علي الخامنئي، القائد الحالي للثورة الإسلامية

يضع الدستور الإيراني قائد الثورة الإسلامية أو «الولي الفقيه» أو ما يتداول في وسائل الإعلام العربية باسم «المرشد الأعلى» في رأس هرم النظام السياسي للدولة الإيرانية رغم عدم وجود أية آثار لهذا العنوان في الدستور الإيراني. و«قيادة الثورة» هي الجهة التي تحدد السياسات العامة وتشرف على سير السلطات الثلاثة في البلاد، إلا أن مجلس الشورى الإسلامي في إيران هو الجهة المخوّلة دستورياً لسن القوانين والتشريعات، وتعد رئاسة الجمهورية الجهة المنفذة لتلك القوانين.
أول قائد للثورة کان روح الله الخميني وهو مؤسس الجمهورية الإسلامية في إيران، وبعد وفاته تقلّد هذا المنصب علي خامنئي باختيار من جانب مجلس خبراء القيادة.
تنص المادة 110 على مهام القائد وصلاحياته منها:
- تعيين السياسات العامة لنظام الجمهورية الإسلامية الإيرانية بعد التشاور مع مجمع تشخيص مصلحة النظام.
- القيادة العامة للقوات المسلحة.
- نصب وعزل وقبول استقالة كل من: فقهاء مجلس صيانة الدستور، أعلى مسؤول في السلطة القضائية، رئيس مؤسسة الإذاعة والتلفزيون في الجمهورية الإسلامية الإيرانية، رئيس أركان الجيش، القائد العام لقوات حرس الثورة الإسلامية، والقيادات العليا للقوات المسلحة وقوى الأمن الداخلي.
- حل الاختلافات وتنظيم العلائق بين السلطات الثلاث.
- حل مشاكل النظام - التي لايمكن حلها بالطرق المتعارفة - من خلال مجمع تشخيص مصلحة النظام.
- توقيع حكم تنصيب رئيس الجمهورية بعد انتخابه من قبل الشعب.
- العفو عن المحكوم عليهم أو التخفيف من عقوباتهم في إطار الموازين الإسلامية بعد اقتراح من رئيس السلطة القضائية.[10]

## أصحاب المناصب الحالية
| منصب                           | اسم                   | منذ             |
| ------------------------------ | --------------------- | --------------- |
| قائد الثورة الإسلامية          | علي خامنئي            | 4 يونيو 1989مـ  |
| رئيس مجمع تشخيص مصلحة النظام   | أكبر هاشمي رفسنجاني   | 6 فبراير 1989مـ |
| رئيس الجمهورية                 | حسن روحاني            | 3 أغسطس 2013مـ  |
| رئيس البرلمان                  | محمد باقر قاليباف     | 28 مايو 2020مـ  |
| رئيس السلطة القضائية الإيرانية | غلام حسيني محسني إجئي | 1 يوليو 2021    |
| رئيس مجلس خبراء القيادة        | أحمد جنتي             | 29 أغسطس 1988   |
| رئيس مجلس صيانة الدستور        | أحمد جنتي             | 17 يوليو 1992   |

## الدستور
بعد انتصار الثورة الإسلامية في إيران عام 1979مـ، أعلن روح الله الخميني زعيم الثورة، من واجب الحكومة المؤقتة لمهدي بازركان، تشکيل مجلس دراسة الدستور النهائي أو مجلس خبراء الدستور المنتخب من قبل الشعب لكتابة الدستور. عقدت الانتخابات وبدأ الأعضاء المنتخبون بتدوين الدستور. في 15 نوفمبر 1979مـ تم الانتهاء من التدوين وتم الموافقة علی الدستور في استفتاء عام في 2 ديسمبر 1979مـ بالأصوات الساحقة (99.5 في المئة). تم تعديل الدستور في يونيو 1989مـ بعد الاستفتاء الذي أقامه مجلس تعديل الدستور، حيث أصدر الخميني حکما لعقد مجلس للقيام ببعض التعديلات الدستورية. فحقّق المجلس بعضا من التغييرات في بعض مواد الدستور وأضيفت مادتان 112 و177. فعلی سبيل المثال تغيّرَ اسم المجلس الشوری الوطني إلی مجلس الشوری الإسلامي. أو تم حذف شرط المرجعية للزعيم الذي يتولی منصب ولاية الفقيه وقيادة الثورة الإسلامية في البلد.
تم عرض التعديلات الدستورية للاستفتاء على الشعب في 28 يوليو 1989مـ، وقد وافق الشعب الإيراني بأغلبيتها الساحقة في الاستفتاء الذي اقيم في يوم 28 يوليو 1989مـ علي تعديلات الدستور.

## السلطة التنفيذية
يحدد الدستور أن رئيس الجمهورية هو أعلى سلطة الدولة بعد المرشد الأعلى. يتم انتخاب رئيس الجمهورية في إيران، بالاقتراع العمومي المباشر، من خلال أصوات الذين بلغوا ال18 من العمر وأکثر. لمدة أربع سنوات. يجب الموافقة على المرشحين للرئاسة من قبل مجلس صيانة الدستور قبل الانتخابات. بعد انتخابه، يجب أن يوقّع حکم تنصيب الرئيس من قبل المرشد الأعلى في مراسيم تنصيب رئيس الجمهورية. الرئيس هو المسؤول عن تنفيذ الدستور وممارسة صلاحيات تنفيذية، فيما عدا المسائل المتعلقة مباشرة إلى المرشد الأعلى. الرئيس يعين ويشرف على مجلس الوزراء، وينسق قرارات الحكومة، ويختار السياسات الحكومية لتوضع معروضة علی المجلس التشريعي للموافقة عليها. حاليا، 10 نواب للرئيس يخدمون تحت الرئيس، وكذلك تتشكل الحكومة من 21 وزيرا، الذين يجب علي مجلس الشوری الإسلامي أن يوافق عليهم جميعا. على عكس العديد من الدول الأخرى، والسلطة التنفيذية في إيران لا تسيطر على القوات المسلحة. كذلك الرئيس يعين وزراء الاستخبارات والدفاع بعد أخذ موافقة صريحة من المرشد الأعلى لهذين الوزيرين قبل عرضها على المجلس التشريعي لنيل الثقة.

## السلطة التشريعية
المجلس التشريعي الحالي لإيران هو مجلس واحد. وهو مجلس الشوری الإسلامي. أما قبل الثورة الإيرانية، کانت تتألف السلطة التشريعية من مجلسين، هما مجلس الشيوخ (الغرفة العليا) والمجلس التشريعي. تمت إزالة الشيوخ في الدستور الجديد بعد النتصار الثورة الإسلامية.

### البرلمان

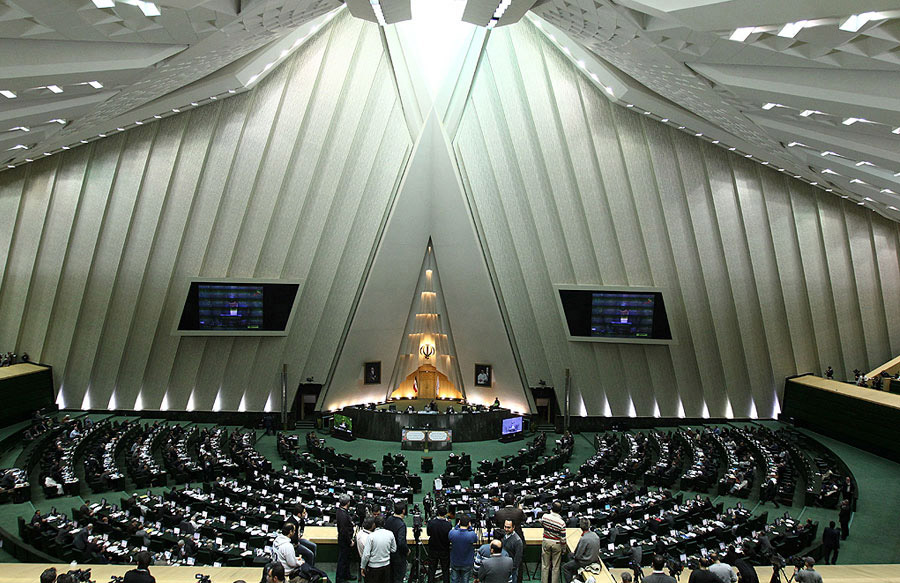
مشهد من داخل مبنی مجلس الشوری الإسلامي في إيران

البرلمان الإيراني أو مجلس الشورى الإسلامي (بالفارسية: مجلس شورای اسلامی) ويسمونه أحيانا بمجلس الشعب (بالفارسية: خانه ملت) وهو هيئة تشريعية (سلطة تشريعية) وطنية في إيران. حيث نص الدستور على أن تمارس السلطة التشريعية عن طريق مجلس الشورى الذي ينتخب لمدة أربع سنوات بالاقتراع السري والمباشر يجرى في جميع المواطنين الذين لهم حق التصويت ولا يحق له أن يسن القوانين المغايرة لأصول وأحكام المذهب الرسمي للبلاد أو المغايرة للدستور. يصادق البرلمان على المعاهدات الدولية، ويوافق على الميزانية الوطنية كذلك. يجب الموافقة على جميع المرشحين وجميع تشريعات البرلمان من قبل مجلس صيانة الدستور. في البرلمان حاليًا 290 عضوًا زائدًا عما كان عليه حيث كان فيه قبل الانتخابات التشريعية الإيرانية في عام 2000م، 272 عضوًا. جرت الانتخابات الأخيرة يوم 26 فبراير 2016 م وعقدت أولى جلساته في 28 مايو 2016م.

### مجلس صيانة الدستور
يتكون هذا المجلس من إثني عشر عضواً بحيث أن ستة أعضاء من هؤلاء الإثني عشر عضواً هم من الفقهاء في المذهب الجعفري الخبراء في القانون الإسلامي والواعون للاحتياجات الحالية وقضايا العصر ويتم تعيينهم مباشرة من قبل مرشد الجمهورية.
أما الستة أعضاء الآخرین فهم من الحقوقيين ذوي الخبرة ويتم ترشيحهم من قبل رئيس السلطة القضائية ويتم التصويت عليهم من قبل أعضاء مجلس الشورى الإسلامي. مجلس صيانة الدستور يفسر الدستور وقد يرفض تشريعات البرلمان التي تعتبر غير متوافقة مع الدستور أو الأحکام الإسلامية. وفي هذه الحالة سيتم تمريرها مرة أخرى إلى مجلس الشوری الإسلامي للتصحيح.
وفقا لكتاب حقائق العالم، ومجلس صيانة الدستور هو جزء من الفرع التنفيذي للحكومة.

### مجلس تشخيص مصلحة النظام
مجمع تشخيص مصلحة النظام هو أحد أجهزة الحكم في إيران وهو الهيئة الاستشارية العليا له حيث تنص المادة 112 من الدستور الإيراني بأن: «تشكيل مجمع تشخيص مصلحة النظام يتم بأمر من القائد الأعلى للجمهورية الإسلامية لتشخيص المصلحة في الحالات التي يرى مجلس صيانة الدستور الإيراني أن قرار مجلس الشورى الإسلامي يخالف موازين الشريعة والدستور في حين لا يوافق مجلس الشورى الإسلامي الإيراني آخذاً بنظر الاعتبار مصلحة النظام.»

## السلطة القضائية
المرشد الأعلى يعين رئيس السلطة القضائية، والذي بدوره يعين رئيس المحكمة العليا ورئيس النيابة العامة. هناك عدة أنواع من المحاكم بما في ذلك المحاكم العامة التي تتعامل مع القضايا المدنية والجنائية، و«المحاكم الثورية» التي تتعامل مع فئات معينة من الجرائم، بما في ذلك الجرائم ضد الأمن القومي. قرارات المحاكم الثورية نهائية وغير قابلة للاستئناف. يعالج محكمة رجال الدين الخاصة بجرائم يزعم أنها ارتكبت من قبل رجل الدين ثانية، على الرغم من أنها قد اتخذت أيضا على الحالات التي تنطوي على العلمانيين. وظائف محكمة رجال الدين الخاصة بشكل مستقل عن الإطار القضائي العادي وليس مسؤولا إلا أمام المرشد الأعلى. أحكام المحكمة نهائية وغير قابلة للاستئناف.

## مجلس خبراء القيادة

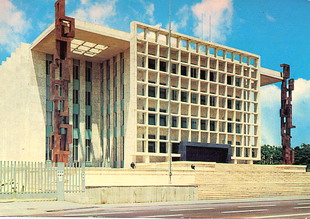
مبنی مجلس خبراء القيادة

يعتبر مجلس خبراء القيادة الإيرانية الهيئة الأساسية في النظام الإيراني الذي عهد إليه الدستور مهمة تعيين وعزل قائد الثورة الإسلامية في إيران، ويتألف هذا المجلس حالياً من 86 عضواً يتم انتخابهم عن طريق اقتراع شعبي مباشر لدورة واحدة مدتها ثماني سنوات،  علي مجلس صيانة الدستور تحديد أهلية المرشحين باستخدام الامتحان التحريري. رئيس الدورة الحالية للجمعية هو أحمد جنتي، الذي انتخب في 24 مايو 2016.

## الأحزاب السياسية والانتخابات

### جماعات الضغط السياسي وقادتها
وتشمل الجماعات الطلابية النشطة المؤيدة للإصلاح «مكتب تعزيز الوحدة» و«اتحاد الجمعيات الطلابية الإسلامية»؛
- الجماعات التي تدعم عموما الجمهورية الإسلامية تشمل أنصار حزب الله، وجمعية الطلاب الإسلامية الإيرانية، الطلاب المسلمون الأتباع لخط الإمام، طلاب الإسلام، وجمعية الائتلاف الإسلامي. ويقال أن القاعدة القوة المحافظة تتكون من «شبكة من أعضاء ميليشيا الباسيج، أسر شهداء الحرب، وبعض أفراد من حرس الثورة الإسلامية، وبعض موظفي الحكومة، وبعض أعضاء من الفقراء في المناطق الحضرية والريفية، والمؤسسات المرتبطة المحافظ.»[19]
- وتشمل جماعات المعارضة حركة حرية إيران وحزب الأمة من إيران؛
- الجماعات السياسية المسلحة وغير المسلحة التي تعارض الدولة الإيرانية وتعمل ضدها يتم تصدّيهم من قبل الحكومة أحيانا، تشمل منظمة حرکة مجاهدي خلق، منظمة فدائيي خلق الإيرانية المسلحة وجند الله وعدة أخری من الحرکات المعارضة التي تقوم أحيانا بالعمليات المسلحة وغير المسلحة ضد الشعب والنظام الإيراني.

## العسكرية
القوات المسلحة الإيرانية هي القوات العسكرية للجمهورية الإسلامية الإيرانية تتكون من ثلاثة أقسام رئيسية هي جيش الجمهورية الإسلامية الإيرانية وحرس الثورة الإسلامية وشرطة الجمهورية الإسلامية في إيران القائد العام للقوات المسلحة في إيران هو قائد الثورة الإسلامية علي خامنئي ويقع مقر قيادتها الرئيسي بالعاصمة الإيرانية طهران.

## التقسيمات الإدارية
تتكون إيران من 31 مقاطعة (بالفارسية: استان): أردبيل، أذربيجان الغربية، أذربيجان الشرقية، البرز، بوشهر، تشهارمحال وبختیاري، أصفهان، فارس، غيلان (جيلان)، غلستان، همدان، هرمزغان، ايلام، كرمان، كرمانشاه وخراسان شمالي، خراسان رضوي، خراسان الجنوبية، محافظة خوزستان، سمنان، كردستان، لرستان، مركزي، مازندران، قم، قزوين، كهكيلويه وبوير أحمد، سيستان وبلوشستان، طهران، يزد، زنجان. ويرأس كل المحافظات من قبل الحاكم العام. وتنقسم المحافظات إلى مزيد من المقاطعات والمناطق، والقرى.

## الحكومة المحلية
ويتم انتخاب المجالس المحلية عن طريق تصويت الجمهور بشکل مباشر لفترات لمدة 4 سنوات في جميع مدن وقرى إيران. وفقا للمادة 7 في الدستور الإيراني، وهذه المجالس المحلية جنبا إلى جنب مع مجلس النواب هي «أجهزة صنع القرار والإدارية للدولة». لم ينفذ هذا القسم من الدستور حتى عام 1999 عندما تم عقد أول انتخابات المجالس المحلية في جميع أنحاء البلاد. مجالس لديها العديد من المسؤوليات المختلفة بما في ذلك انتخاب رؤساء البلديات والإشراف على أنشطة البلديات؛ دراسة الاحتياجات الاجتماعية والثقافية والتعليمية والصحية ومتطلبات الرفاه الاقتصادي لدوائرهم الانتخابية؛ تخطيط وتنسيق المشاركة الوطنية في تنفيذ شؤون الرعاية الاجتماعية والاقتصادية والبناءة والثقافية والتعليمية وغيرها.

## تعقيد النظام

النظام السياسي الإيراني المعقد وغير عادي يجمع بين عناصر الثيوقراطية الإسلامية الحديثة مع الديمقراطية. وهناك شبكة من المؤسسات المنتخبة وغير المنتخبة تؤثر على بعضها البعض في هيكل السلطة للحكومة.

وفقا للدستور، مجلس صيانة الدستور يشرف ويوافق علی معظم المرشحين للانتخابات لإجراء انتخابات وطنية في إيران. يملك مجلس صيانة الدستور 12 عضوا، ستة رجال الدين يعينهم الزعيم الاعلى وستة من الحقوقيين، ينتخبهم المجلس من بين الحقوقيين المسلمين يعينهم رئيس النظام القضائي. وفقا للقانون الحالي، يوافق مجلس صيانة الدستور علی مرشحي مجلس الخبراء، الذي بدورها وينتخب المرشد الأعلى ويشرف عليه.
ويقول الإصلاحيون هذا النظام يخلق دائرة مغلقة من السلطة. الإصلاحيين الإيرانيين، مثل محمد علي أبطحي ويعتبر أن تكون هذه هي العقبة القانونية الأساسية لحركة الإصلاح في إيران.

## المشاركة في المنظمات الدولية
CP، ECO، الهادئ، الفاو، G-15، G-24، G-77، المنتدي، الوكالة، البنك الدولي، منظمة الطيران المدني الدولي، المحكمة الجنائية الدولية جمعية الصليب والهلال الأحمر(ICRM)، مؤسسة التنمية الدولية(IDA)، البنك الإسلامي للتنمية، الصندوق، مؤسسة التمويل الدولية، الاتحاد الدولي لجمعيات الصليب الأحمر والهلال الأحمر، المنظمة الهيدروغرافية الدولية، منظمة العمل الدولية، صندوق النقد الدولي، المنظمة البحرية الدولية، إنمارسات، انتلسات، الانتربول، اللجنة الأولمبية الدولية، المنظمة الدولية للهجرة، المنظمة الدولية للمعايير(ISO)، الاتحاد، حركة عدم الانحياز، منظمة المؤتمر الإسلامي، منظمة، أوبك، PCA، SCO (مراقب)، الأمم المتحدة، الأونكتاد، اليونسكو، المفوضية، اليونيدو، الاتحاد البريدي العالمي، WCL، منظمة الجمارك العالمية، الويبو، اتحاد النقابات العالمي، دافوس، منظمة الصحة العالمية، منظمة، منظمة التجارة العالمية (مراقب)